# Безклейний Дмитро Сергійович
Дмитро Сергійович Безклейний (нар. 3 січня 2006, Україна) — український футболіст, нападник «Олександрії».

## Життєпис
Футбольну кар'єру розпочав у юному віці, у листопаді 2017 року зіграв 1 поєдинок за ДЮСШ (Погребище) у чемпіонаті Вінницької області. У ДЮФЛУ з 2019 по 2022 рік виступав за «ОФКІП-Полісся». З 2023 по 2024 рік грав за юнацьку (U-19) команду «Шахтаря».
На початку вересня 2024 року вільним агентом перейшов до «Олександрії», де спочатку виступав за юнацьку команду. На професійному рівні дебютував 14 вересня 2024 року в переможному (2:1) виїзному поєдинку 6-го туру групи Б Другої ліги України проти харківського «Металіста 1925-2». Дмитро вийшов на поле на 72-й хвилині замість Ярослава Базаєва.